# بوگولیوبوو
بوگولیوبوو (انگلیسی: Bogolyubovo, Vladimir Oblast) (به روسی: Боголю́бово) منطقه روستایی (آبادی) در ناحیه سوزدال، واقع در استان ولادیمیر، روسیه است که در حدود ۱۰ کیلومتر (۶٫۲ مایل) شمال شرقی ولادیمیر (شهر)، مرکز اداری این اُبلاست قرار دارد.

## تاریخچه
این منطقه بین سال‌های ۱۱۵۸ تا ۱۱۶۵ به دستور آندری یکم بوگولیوبسکی، در محل تلاقی نرل با رود کلیازما، ساخته شد. بر اساس باور کلیسای ارتدکس روسی، بوگولیوبوو در مکانی بنیان‌گذاری شد که بوگولیوبسکی در آنجا شاهد رؤیایی معنوی از تئوتوکوس بود، که به او فرمان داد در همان محل یک کلیسا و یک صومعه بنا کند. در پی این واقعه، کلیسای شفاعت تئوتوکوس بر رود نرل در اینجا ساخته شد. این کلیسا از سال ۱۹۹۲ در فهرست میراث جهانی یونسکو قرار دارد.

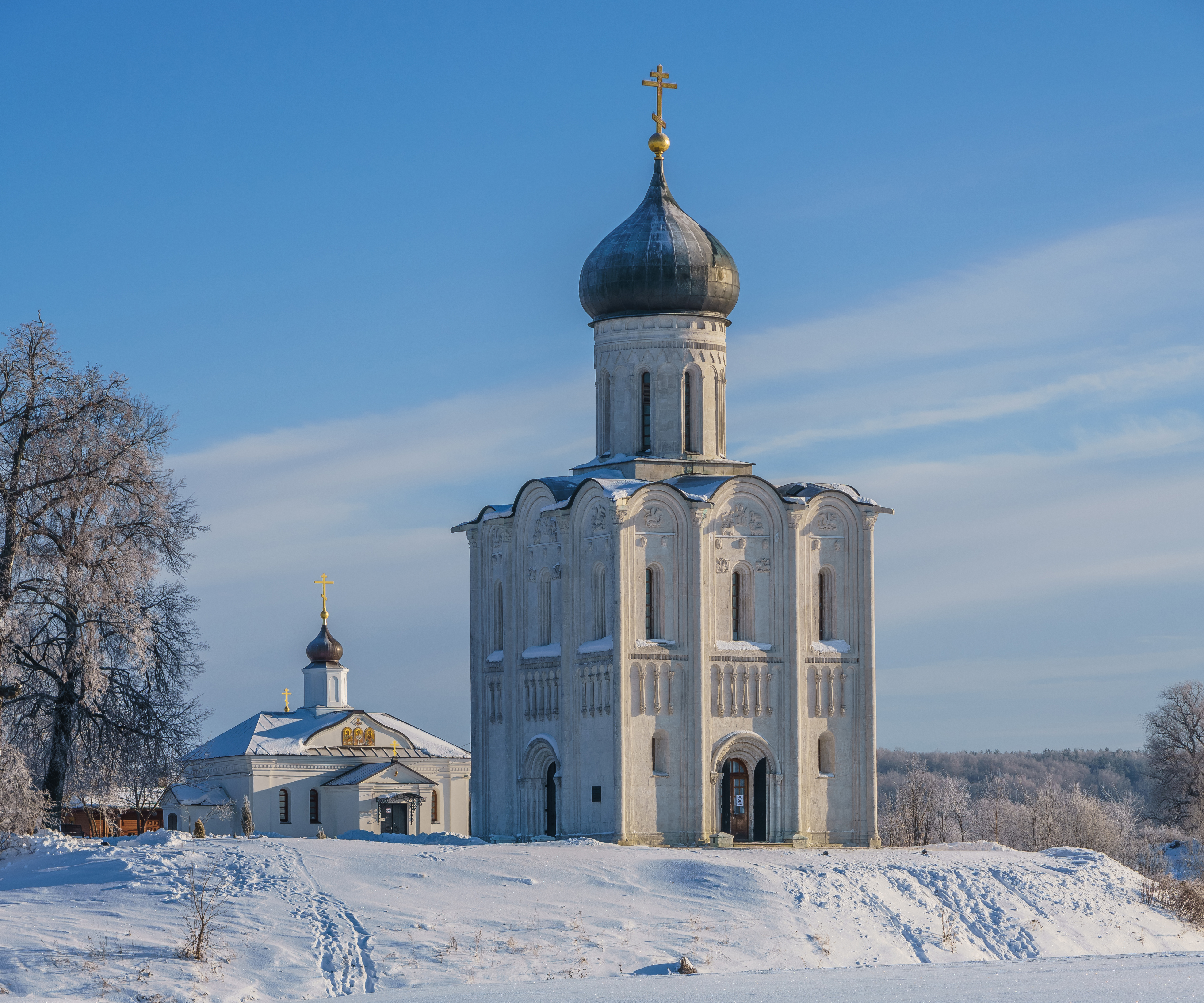
کلیسای شفاعت بر رود نرل در بوگولیوبوو

بوگولیوبسکی همچنین دستور ساخت ایکون تجلی مریم را صادر کرد. این اثر به نام ایکون بوگولیوبسکایا تئوتوکوس شناخته می‌شود. پس از مرگ بوگولیوبسکی، بوگولیوبوو در سال ۱۱۷۷ توسط گلب رایازان غارت و ویران شد. در دهه ۱۲۳۰ میلادی نیز مغول‌ها استحکامات آن را نابود کردند. بین سال‌های ۱۹۶۰ تا ۲۰۰۶، بوگولیوبوو دارای وضعیت شهرک‌های شهری بود.
بوگولیوبوو (بوگولیوبی) یک شهر باستانی روسی است که در ساحل چپ رودخانه کلیازما قرار دارد. در قرون ۹ تا ۱۰ میلادی، این منطقه یک سکونتگاه مری بوده که احتمالاً تقویت‌شده بوده است. این شهر در سال ۱۱۵۸ میلادی به عنوان اقامتگاه پرنس آندری بوگولیوبسکی تأسیس شد، جایی که او نیز در آنجا کشته شد.
برخی از روحانیون تأسیس این شهر را با افسانه‌ای مرتبط می‌دانند که در آن مریم مقدس به پرنس آندری ظاهر شده است: زمانی که آندری در حال حمل تصویر مریم مقدس از ولادیمیر به روستوف بود، در فاصله ۱۰ کیلومتری از ولادیمیر، اسب‌ها ایستادند و هیچ‌گونه تلاشی نتواست آنها را به حرکت درآورد. در این مکان شب را گذراندند و همان شب ظهور مریم مقدس رخ داد، و در همین مکان شهر بوگولیوبوو و صومعه بوگولیوبسکی تأسیس شد.

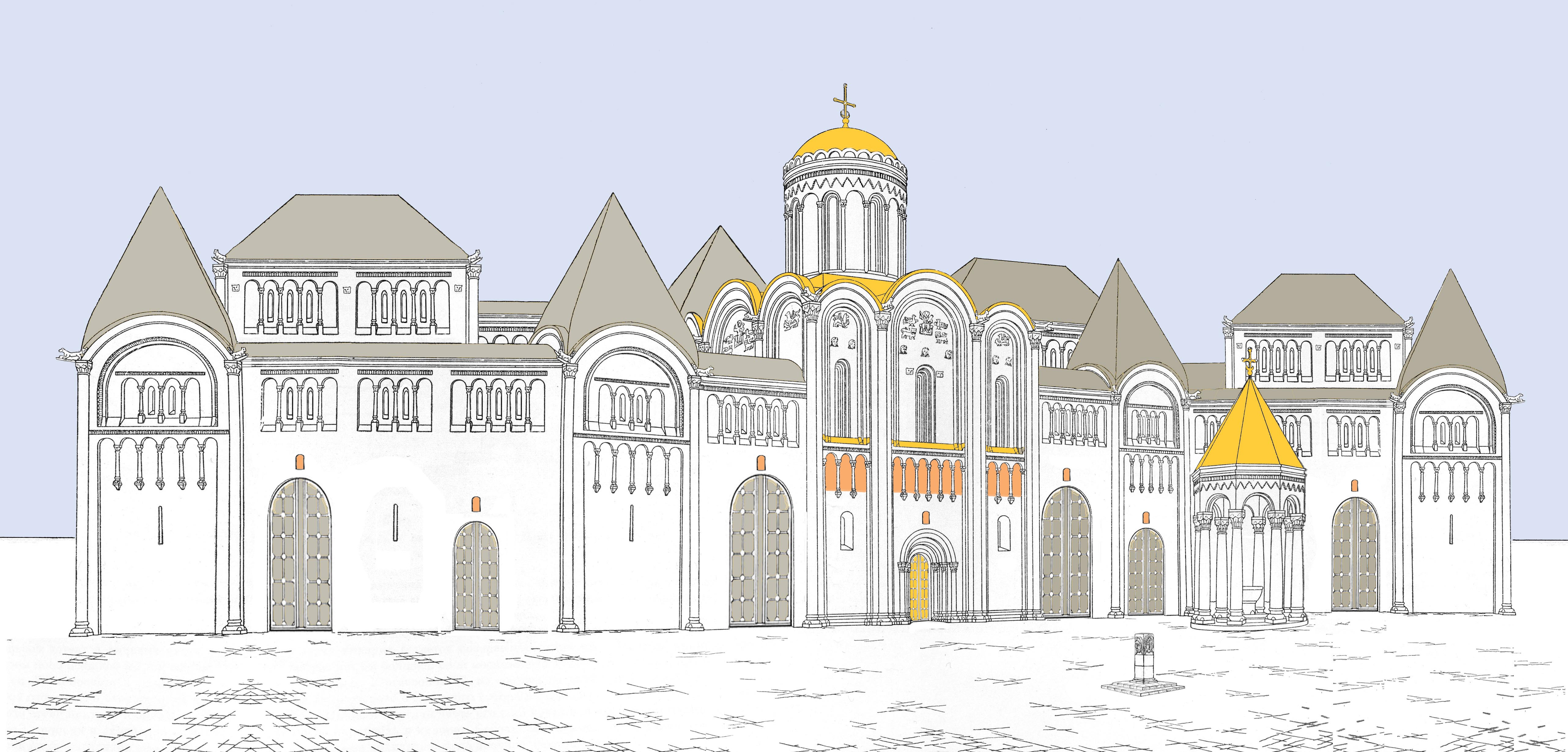
سرگئی زگراوِسکی. بازسازی قلعه آندری بوگولیوبسکی

در دوران پرنس آندری، بوگولیوبوو به شهری با جمعیت دائم، خودگردانی، تجارت، صنایع دستی، میلیشیا، صاد و غیره تبدیل شد، به عبارت دیگر پایتخت واقعی دولت بزرگ ولادیمیر در شمال‌شرقی روسیه بود.
پس از مرگ آندری بوگولیوبسکی، رشد شهر متوقف شد. در سال ۱۱۷۷، بوگولیوبوو توسط پرنس ریازان گلب نابود و غارت شد، و پس از حمله مغول‌ها و تیموریان در سال ۱۲۳۸، شهر کاملاً ارزش سابق خود را از دست داد. نهایتاً در اواخر قرن ۱۳ میلادی در محل اقامتگاه پرنس، یک صومعه مردانه با نام «صومعه تولد مریم مقدس» تأسیس شد.
تحقیقات از اواسط قرن ۱۹ میلادی آغاز شده است که توسط ن.ن. ورونین (۱۹۳۴، ۱۹۳۸، ۱۹۵۴) و وی. پی. گلازوف (۱۹۸۴) آغاز شده است. در این تحقیقات، دیوارها و خندق‌هایی با شالوده‌های دیوارهای سنگی سفید کشف شده است.
تحقیقات سرگئی زگراوِسکی نشان داده است که در دوران پیش از مغول‌ها، این شهر با دو حلقه دیوار دفاعی محصور بوده است. حلقه داخلی دیوارهای سنگی سفید تقریباً ۱٫۵ کیلومتر طول داشت، و حلقه خارجی دیوارهای چوبی و خاکی با طول حدود ۲٫۹ کیلومتر. در داخل دیوارهای سنگی سفید، مجموعه‌ای از کاخ و معبد (که به آن «قلعه» می‌گفتند) متعلق به پرنس آندری بوگولیوبسکی قرار داشت.
برای ارزیابی ابعاد بوگولیوبوو در دوران آندری، می‌توان آن را با ابعاد دیگر شهرهای باستانی روسیه مقایسه کرد: کیف (شهر یاروسلاو) — دیوارهای محکم با طول حدود ۳٫۵ کیلومتر، سمولنسک (شهر روستیسلاو) — تقریباً به همین اندازه. پرسلاو-زالسکی — ۲٫۵ کیلومتر، ولادیمیر (شهر مونوماخ یا پیچرنیا) — همین‌طور حدود ۲٫۵ کیلومتر، یوریو-پولسکی — ۲ کیلومتر، سوزدال — ۱٫۴ کیلومتر. در دمیترو، یاریسلاول (شهر ربلنی) و پرمی‌اشل موسکوفسکی — حدود ۱ کیلومتر، در زونیگورود و مسکو (دژ ۱۱۵۶ میلادی) — حدود ۸۰۰ متر؛ بنابراین، بوگولیوبوو یکی از بزرگ‌ترین شهرها نه تنها در شمال‌شرقی روسیه بلکه از دیدگاه‌های روسی کلی نیز بود.
در قرون ۱۷ تا ۱۹ میلادی در بخش مرکزی شهر ساخت و سازهای گسترده‌ای در صومعه انجام شد.
پس از انقلاب ۱۹۱۷ میلادی، صومعه تعطیل شد. اما در سال ۱۹۹۲، صومعه احیا شد.
از سال ۱۹۹۷ در بوگولیوبوو دو صومعه فعالیت دارند - یکی مردانه و دیگری زنانه.
از سال ۱۹۴۵ تا ۱۹۶۵، بوگولیوبوو مرکز منطقه ولادیمیر بود، و از سال ۱۹۶۵ در منطقه سوزدال قرار دارد. در سال ۱۹۶۰ به عنوان شهرک شهری شناخته شد؛ از ۱ ژانویه ۲۰۰۶، مرکز اداری شهرستان بوگولیوبوو شد.
قسمت‌هایی از دیوارهای خاکی، خندق‌ها، بخش‌های پایین دیوارها و ستون‌ها، بقایای اقامتگاه، گذرگاه‌های نیم‌دایره‌ای و برج سفید با راه‌پله‌های پیچشی، پل‌های ارتباطی به صومعه‌ها و پوشش‌های آرکیتور در دسترس است، همچنین بخش‌های زیرین معبد تولد مریم مقدس (۱۱۵۸–۱۱۶۵) در حال ترمیم است.